# Greenwood Valley
Das Greenwood Valley ist ein vereistes Tal an der Westflanke des Wilson-Piedmont-Gletscher zwischen dem Gebirgskamm Staeffler Ridge und Mount Doorly im ostantarktischen Viktorialand.
Das Advisory Committee on Antarctic Names benannte es 1964 nach Russell A. Greenwood von der United States Navy, Verantwortlicher für die Schwerausrüstung auf der McMurdo-Station im Jahr 1962.